# 西若松駅

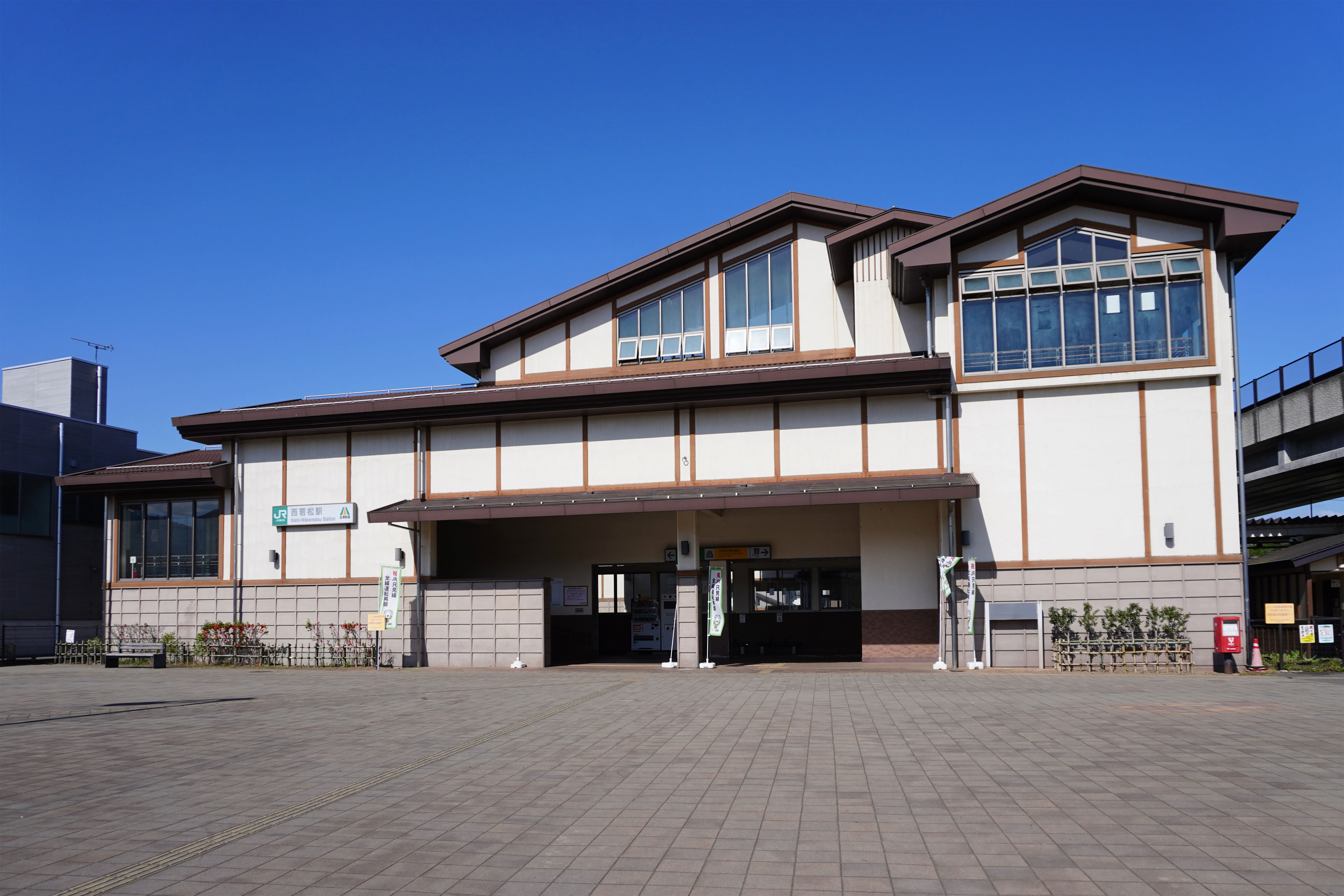
東口（2023年4月）

西若松駅（にしわかまつえき）は、福島県会津若松市材木町（ざいもくまち）一丁目にある、会津鉄道・東日本旅客鉄道（JR東日本）の駅である。
会津鉄道の会津線とJR東日本の只見線が乗り入れる共同使用駅で、改札は両社で共用している。会津線は起点駅であるが、全列車がJR只見線経由で会津若松駅まで片乗り入れの形で直通する。

## 歴史
- 1926年（大正15年）10月15日：国有鉄道会津線・会津若松 - 会津坂下間開通時に開業[2]。一般駅。
- 1927年（昭和2年）11月1日：会津線支線が上三寄駅まで開通[2]。
- 1971年（昭和46年）8月29日：所属線区を只見線に変更[3]。
- 1987年（昭和62年）
  - 4月1日：国鉄分割民営化により、東日本旅客鉄道（JR東日本）・日本貨物鉄道（JR貨物）の駅となる[3]。
  - 7月16日：会津線が会津鉄道に転換[4]。
- 1998年（平成10年）9月30日：貨物列車発着の最終日。
  - 駅周辺にあった日本石油会津油槽所の荷役設備へ続く専用線が駅から分岐し、沼垂駅から磐越西線経由で当駅まで石油輸送列車が運行されていた。
- 1999年（平成11年）3月31日：日本貨物鉄道の駅が廃止。
- 2004年（平成16年）8月1日：橋上駅舎建設のため、跨線橋の使用を停止。構内踏切（警報機・遮断機あり）の使用を開始。
- 2005年（平成17年）
  - 3月1日：旧駅舎の使用を停止。JR窓口を閉鎖し、仮駅舎の使用を開始。
  - 9月18日：橋上駅舎完成[5]。仮駅舎の使用を停止し、JR窓口の営業を再開。構内踏切の使用を停止。
  - 9月19日：橋上駅舎の使用を開始[1][6]。
- 2011年（平成23年）10月7日：只見線・西若松 - 会津坂下間が特殊自動閉塞化。当駅でのタブレット受渡はなくなるが、運転扱いのため、引き続きJR駅員は配置。
- 2022年（令和4年）11月20日：信号業務が会津若松駅からの遠隔操作になり、JR駅員の配置を取りやめ。

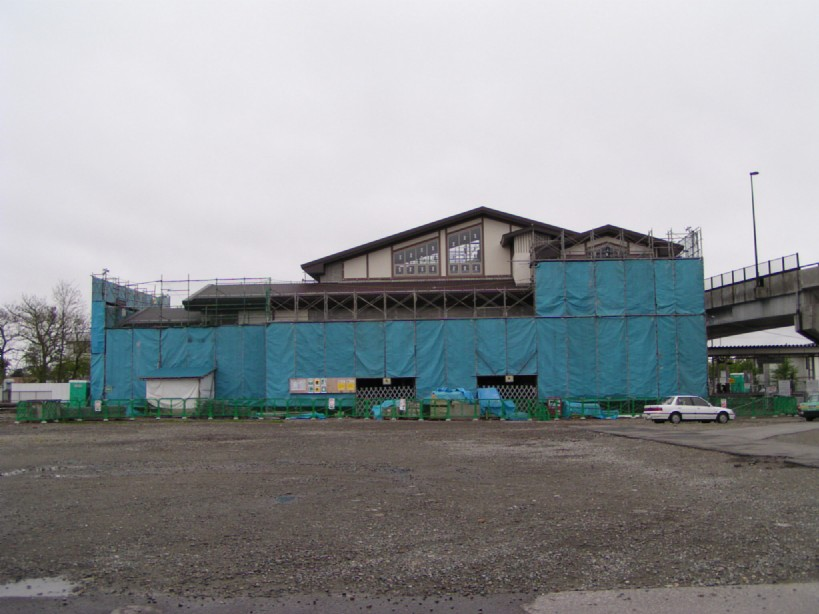
建設中の西若松駅橋上駅舎（2005年5月）
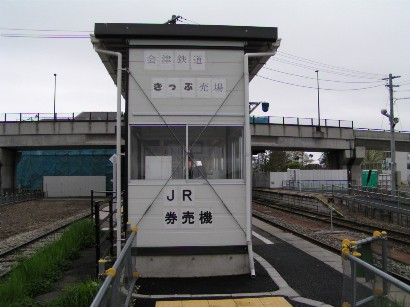
仮駅舎（2005年5月）

## 駅構造
単式ホーム1面1線（1番線）と島式ホーム1面2線（2番線・3番線）の計2面3線を有する地上駅である。ホーム設備は会津若松駅が管理している。
島式ホームへは2階改札口から、単式ホームへは西口1階の専用口からそれぞれホームに入ることができるようになっている。
当駅は、只見線会津川口方へは1番線（只見線本線）・2番線（只見線下り1番線）で、会津線会津田島方へは3番線（会津線本線）でのみそれぞれ発着可能な構造であり、会津線同士の列車交換は不可能である。1番線は只見線下り列車の発着も可能である。

### のりば
| 番線 | 路線        | 方向 | 行先               |
| ---- | ----------- | ---- | ------------------ |
| 1・2 | ■只見線     | 上り | 会津若松方面       |
| 2    | ■只見線     | 下り | 会津川口・只見方面 |
| 3    | ■会津鉄道線 | 上り | 会津若松方面       |
| 3    | ■会津鉄道線 | 下り | 会津田島方面       |

- 1番線は夕方の会津若松行1本のみの使用であり、発着時刻前後以外は入口が閉鎖され立ち入りができない。
- 会津鉄道車両の夜間留置が設定されている。震災前に設定されていた列車が運休を経て廃止、2021年の3月13日改正で会津田島駅発着の列車の区間が見直されて復活した。

### 駅舎
2005年（平成17年）9月18日にできた橋上駅舎を持つ。この駅舎のできる前には西口に当たる部分に木造駅舎があった。当時は駅舎にJRの窓口が、そこから各ホームにのびる跨線橋の、会津鉄道のりばへ降りる脇に会津鉄道の窓口があったが、新駅舎においては両者が一つの窓口を使用しており、会津鉄道がJRの出改札業務を受託している。なお島式ホームの小出方にJRの運転事務室があり、運転扱い（信号やポイント転換等）を行っていたが、会津若松駅からの遠隔操作化により、現在は無人となっている。
橋上駅舎の建設にあたっては旧駅舎を取り壊した。その最中この駅にはきちんとした駅舎がなく、島式ホームの会津若松方の端に仮駅舎（2005年〈平成17年〉3月1日使用開始）を設けることで対応をしていた。仮駅舎には会津鉄道の社員のみが配置され、JR社員は上述の運転事務室に運転扱いの社員のみ配置されていた。窓口は会津鉄道のみでJRの乗車券はその仮駅舎に設置された簡易自動券売機のみでしか購入ができなかった。この工事の最中には跨線橋も撤去され、警報機・遮断機つきの構内踏切（2005年〈平成17年〉8月1日使用開始）を使用していた。
橋上駅舎内に駅の東西を結ぶ自由通路があり、歩行者・二輪車が通行できる。
鶴ヶ城の最寄り駅であるため、「会津鶴ヶ城駅」への改名が会津若松市長から提案されたこともあった。

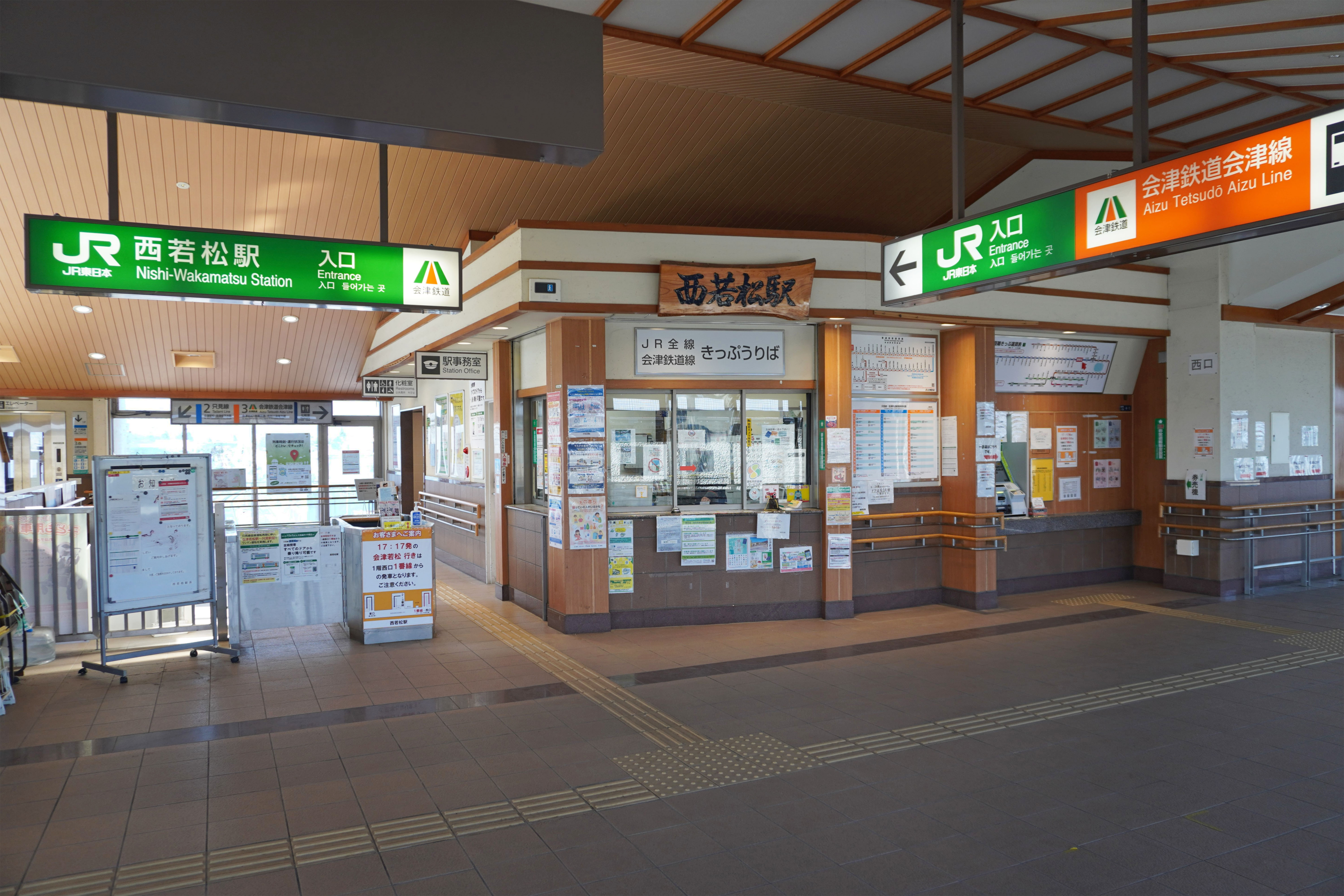
改札口と切符売り場（2023年4月）
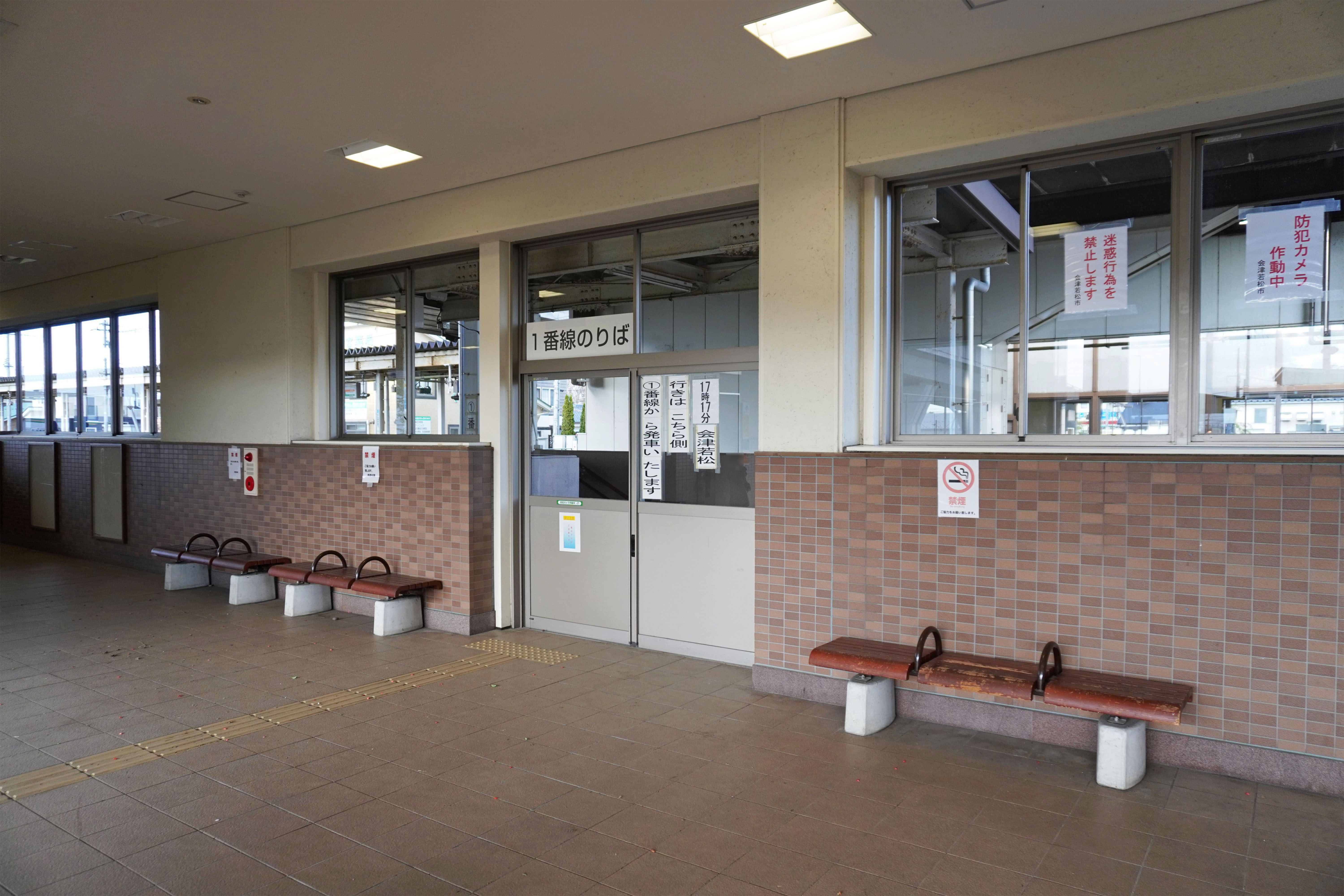
1番線ホーム出入口（2023年4月）
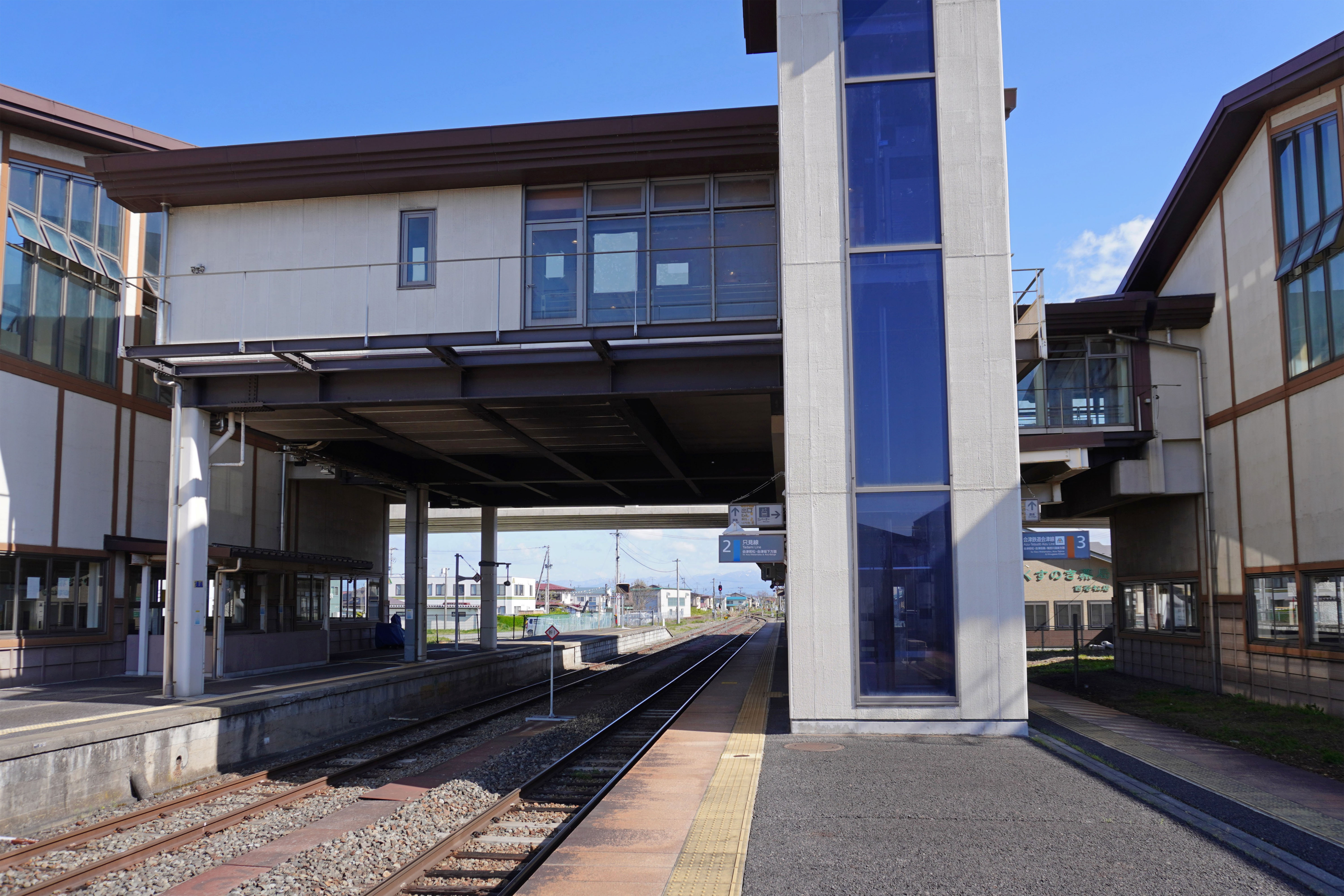
ホーム（2023年4月）
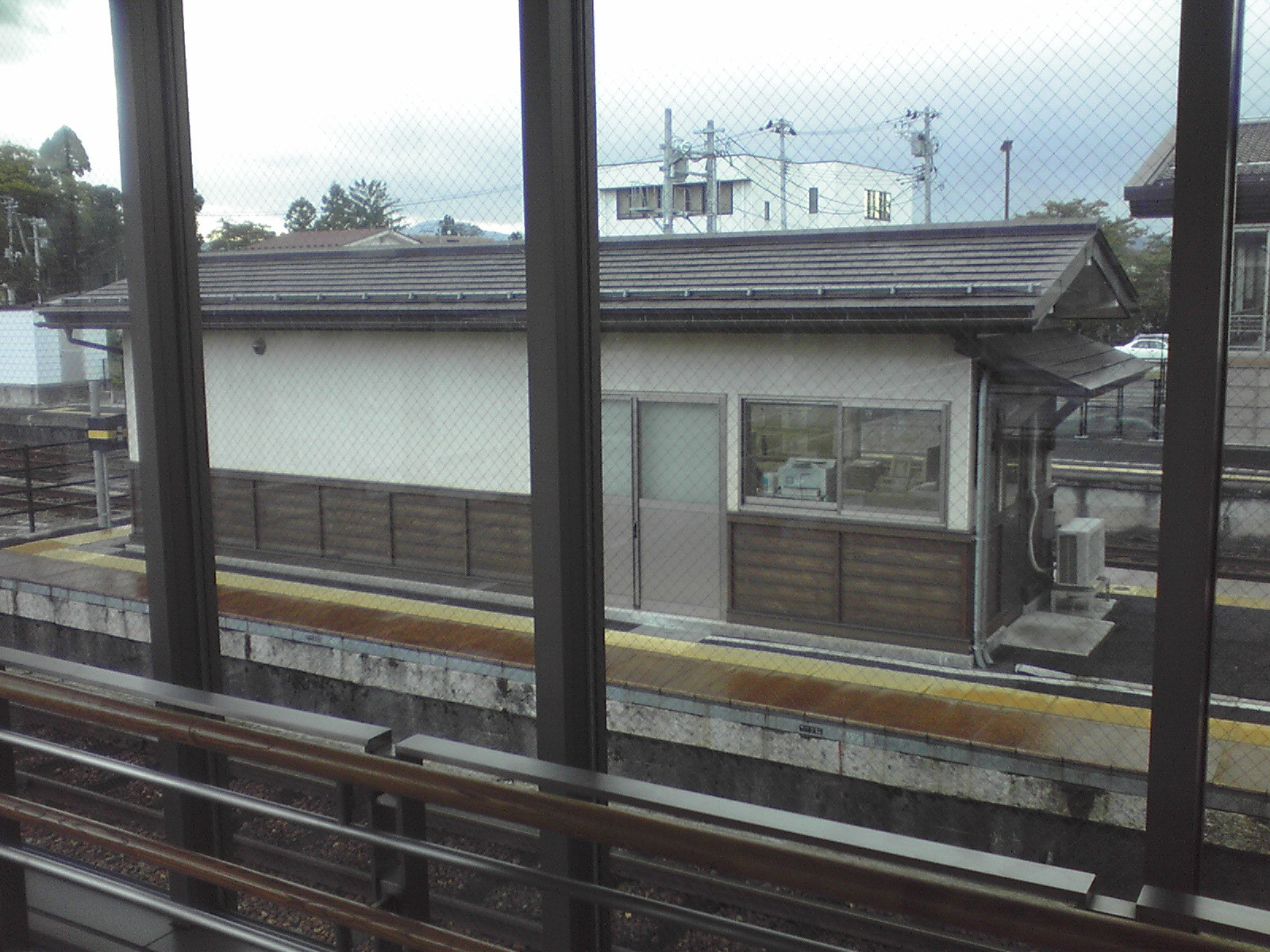
ホーム上にあるJR事務室（2008年9月）

## 利用状況
いずれも会津鉄道・JR東日本間の直通人員を含んだ数値である。
- 会津鉄道 - 2022年度（令和4年度）の1日平均乗車人員は192人である[県 1]。
- JR東日本 - 2023年度（令和5年度）の1日平均乗車人員は493人である[JR 1]。

2000年度（平成12年度）以降の推移は以下のとおりである。
| 1日平均乗車人員推移 | 1日平均乗車人員推移 | 1日平均乗車人員推移 | 1日平均乗車人員推移 | 1日平均乗車人員推移 | 1日平均乗車人員推移 | 1日平均乗車人員推移 |
| 年度                | 会津鉄道            | JR東日本            | JR東日本            | JR東日本            | 出典                | 出典                |
| 年度                | 会津鉄道            | 定期外              | 定期                | 合計                | 福島県              | JR東日本            |
| ------------------- | ------------------- | ------------------- | ------------------- | ------------------- | ------------------- | ------------------- |
| 2000年（平成12年）  | 386                 |                     |                     | 714                 | [ 県 2 ]            | [ JR 2 ]            |
| 2001年（平成13年）  | 373                 |                     |                     | 725                 | [ 県 3 ]            | [ JR 3 ]            |
| 2002年（平成14年）  | 384                 |                     |                     | 736                 | [ 県 4 ]            | [ JR 4 ]            |
| 2003年（平成15年）  | 388                 |                     |                     | 721                 | [ 県 5 ]            | [ JR 5 ]            |
| 2004年（平成16年）  | 353                 |                     |                     | 712                 | [ 県 6 ]            | [ JR 6 ]            |
| 2005年（平成17年）  | 329                 |                     |                     | 743                 | [ 県 7 ]            | [ JR 7 ]            |
| 2006年（平成18年）  | 304                 |                     |                     | 766                 | [ 県 8 ]            | [ JR 8 ]            |
| 2007年（平成19年）  | 279                 |                     |                     | 737                 | [ 県 9 ]            | [ JR 9 ]            |
| 2008年（平成20年）  | 249                 |                     |                     | 719                 | [ 県 10 ]           | [ JR 10 ]           |
| 2009年（平成21年）  | 222                 |                     |                     | 703                 | [ 県 11 ]           | [ JR 11 ]           |
| 2010年（平成22年）  | 197                 |                     |                     | 731                 | [ 県 12 ]           | [ JR 12 ]           |
| 2011年（平成23年）  | 169                 |                     |                     | 668                 | [ 県 13 ]           | [ JR 13 ]           |
| 2012年（平成24年）  | 184                 | 187                 | 481                 | 669                 | [ 県 14 ]           | [ JR 14 ]           |
| 2013年（平成25年）  | 184                 | 189                 | 467                 | 656                 | [ 県 15 ]           | [ JR 15 ]           |
| 2014年（平成26年）  | 170                 | 185                 | 433                 | 619                 | [ 県 16 ]           | [ JR 16 ]           |
| 2015年（平成27年）  | 205                 | 178                 | 475                 | 654                 | [ 県 17 ]           | [ JR 17 ]           |
| 2016年（平成28年）  | 216                 | 177                 | 467                 | 644                 | [ 県 18 ]           | [ JR 18 ]           |
| 2017年（平成29年）  | 238                 | 189                 | 466                 | 656                 | [ 県 19 ]           | [ JR 19 ]           |
| 2018年（平成30年）  | 238                 | 194                 | 442                 | 637                 | [ 県 20 ]           | [ JR 20 ]           |
| 2019年（令和元年）  | 238                 | 179                 | 406                 | 586                 | [ 県 21 ]           | [ JR 21 ]           |
| 2020年（令和02年）  | 156                 | 113                 | 401                 | 515                 | [ 県 22 ]           | [ JR 22 ]           |
| 2021年（令和03年）  | 219                 | 122                 | 392                 | 514                 | [ 県 23 ]           | [ JR 23 ]           |
| 2022年（令和04年）  | 192                 | 137                 | 356                 | 493                 | [ 県 1 ]            | [ JR 24 ]           |
| 2023年（令和05年）  |                     | 160                 | 353                 | 514                 |                     | [ JR 1 ]            |

## 駅周辺
会津若松の市街地の周縁部にあたる。
- MEGAドン・キホーテUNY会津若松店（旧・アピタ会津若松店）
- ジーユー会津若松店
- ヨークベニマル西若松店・城西町店（城西町店は駅東口広場の隣にある）
- リオン・ドール年貢店
- 若松城（鶴ヶ城）
- 福島地方気象台若松測候所
- オリンパス会津工場
- 石塚観音（蓮台寺）
- 若松材木町郵便局
- 若松南町郵便局
- 大東銀行材木町支店
- 竹田綜合病院
- 会津クリニック
- 白虎タクシー
- 会津若松市立城西小学校
- 会津若松市立謹教小学校
- 会津若松市立第三中学校
- 会津若松市立第四中学校
- 福島県立会津高等学校
- 福島県立若松商業高等学校
- 福島県道59号会津若松三島線
- 福島県道211号西若松停車場南町線（駅直上の跨線橋上に起点がある）
- 福島県道328号中沢西若松停車場線（駅直上の跨線橋上に終点がある）
- 国道118号
- 国道401号

## バス路線
| のりば       | 運行事業者     | 路線・行先                                                         |
| 西若松駅東口 | 西若松駅東口   | 西若松駅東口                                                       |
| ------------ | -------------- | ------------------------------------------------------------------ |
| 1            | 会津乗合自動車 | - 笈川線：笈川学校前 - 塩川・喜多方線：喜多方駅 - 河東・湊線：高坂 |
| 2            | 会津乗合自動車 | 松長団地・西若松駅線：若松駅前                                     |
| 3            | 会津乗合自動車 | 本郷循環線：若松駅前バスターミナル                                 |
| 西若松駅西   |                |                                                                    |
| －           | 会津乗合自動車 | 高田・永井野線：高田・永井野／若松駅前バスターミナル               |

## 隣の駅
会津鉄道
■会津線（会津若松駅 - 当駅間は只見線）
□快速「リレー号」（会津若松行きのみ運転）
七日町駅 ← 西若松駅 ← 芦ノ牧温泉駅
□快速「AIZUマウントエクスプレス」・□快速（無愛称の会津若松行き）・■普通（「リレー号」含む）
七日町駅 - 西若松駅 - 南若松駅
東日本旅客鉄道（JR東日本）
■只見線
七日町駅 - 西若松駅 - 会津本郷駅

### 記事本文